# Platysenta funerea
Platysenta funerea là một loài bướm đêm trong họ Noctuidae.